# Winchester (Tennessee)
Winchester település az Amerikai Egyesült Államok Tennessee államában, Franklin megyében, melynek megyeszékhelye is. Lakosainak száma 9375 fő (2020. április 1.).

## Népesség
A település népességének változása:

| 2010 | 8 530 |
| 2020 | 9 375 |